# Lovisa Hjalmarsson
Alva Sara Lovisa Hjalmarsson, född den 10 september 1991, är en svensk före detta friidrottare från Säter i Dalarna som blev triathlet, medlem av Säter IF. Hon var svensk mästare på sprint och olympisk distans 2010 och slutade på en 5:e plats vid JEM på Irland samma år.[källa behövs]
Lovisa Hjalmarsson bor nu[när?] i Uppsala.